# ماريانو غوابيه
ماريانو فرانسيسكو خوليو غوابيه (بالفرنسية: Mariano Goybet)‏ (17 أغسطس 1861 - 29 سبتمبر 1943) قائد بالجيش الفرنسي؛ حيث شغل العديد من القيادات في الحرب العالمية الأولى . يُذكر أنه قاد الفرنسيين في معركة ميسلون.

## عائلته
عائلته هي عائلة قديمة من سافوي في فرنسا. وكان أفرادها يشغلون مناصب كتاب العدل والتجار ورؤساء البلديات وقادة القلعة والعسكريين والصناعيين.
ولد ماريانو غوابيه في سرقسطة في إسبانيا . كان نجل بيير جول غوابيه (1823-1912)، وهو صناعي. ووالدته ماري برافيس، ابنة أخت الفيزيائي أوغست برافيس . كان من بين جداته لويز دي مونجولفيه ابنة إخوان مونتجولفير براذرز مخترع منطاد الهواء الساخن .

## قبل الحرب
درس في الكلية في ليون، ثم أكمل دراسته في المدرسة العسكرية في سان سير وتم ترقيته إلى ملازم ثان في عام 1884.
خدم في فرقة المشاة السابعة والعشرين، وتم ترقيته إلى رتبة نقيب في عام 1893 وعين ضابطًا منظمًا للجنرال زيديه حاكم ليون في عام 1896. تولى قيادة فرقة فوج المشاة التاسعة والتسعين، ثم استلم بعدها قيادة الكتيبة المشاة 159.
في عام 1907 تولى قيادة الكتيبة الثلاثين من مطار شاسور ألبينز بكونه ملازم أول. وقد بقي في منصبه ذلك حتى رفع لعقيد.

## المملكة العربية السورية

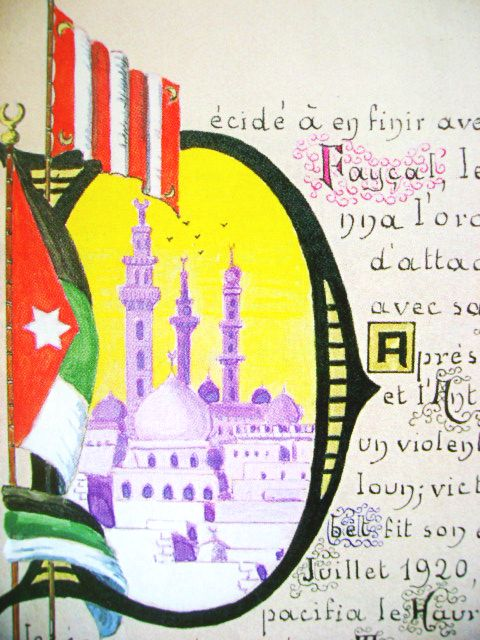
دمشق يوليو 1920

في عام 1920 تم استدعاء الجنرال غوابيه من قبل الجنرال هنري غورو ليقود الفرقة الثالثة من بلاد الشام. في أبريل 1920 م. لبنان وسوريا أصبحت تخضع لسلطة الاستعمارالفرنسي حينها وفي يوليو 1920، تقدمت اللفرقة 24 بقيادة الجنرال غوابيه على دمشق. بعد معركة ميسلون، وصلت قوات الجنرال غوابيه إلى دمشق 

## وفاته
توفي الجنرال غوابيه في يون بفرنسا عام 1943.